# Mountain West Conference
La Mountain West Conference (MW) (español: Conferencia de la Montaña del Oeste) es una conferencia de la División I de la NCAA. Es la más joven de todas, formada en julio de 1999. La base oficial de la conferencia está en Colorado Springs, Colorado.

## Miembros

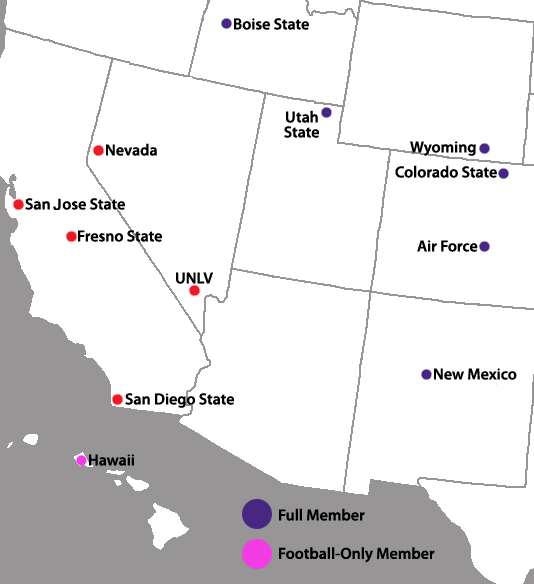
Localización de las universidades.

### Miembros actuales
| Logo | Institución                                       | Localización               | Equipo    | Tipo            | Año de unión |
| ---- | ------------------------------------------------- | -------------------------- | --------- | --------------- | ------------ |
|      | Academia de la Fuerza Aérea de los Estados Unidos | Colorado Springs, Colorado | Falcons   | Federal Militar | 1998         |
|      | Universidad Estatal de Boise                      | Boise, Idaho               | Broncos   | Pública         | 2011         |
|      | Universidad Estatal de Colorado                   | Fort Collins, Colorado     | Rams      | Pública         | 1998         |
|      | Universidad Estatal de California, Fresno         | Fresno, California         | Bulldogs  | Pública         | 2012         |
|      | Universidad del Gran Cañon                        | Phoenix, Arizona           | Antelopes | Privada         | 2025         |
|      | Universidad de Nevada, Reno                       | Reno, Nevada               | Wolf Pack | Pública         | 2012         |
|      | Universidad de Nuevo México                       | Albuquerque, Nuevo México  | Lobos     | Pública         | 1998         |
|      | Universidad Estatal de San Diego                  | San Diego, California      | Aztecs    | Pública         | 1998         |
|      | Universidad Estatal de San José                   | San José, California       | Spartans  | Pública         | 2013         |
|      | Universidad de Nevada, Las Vegas (UNLV)           | Las Vegas, Nevada          | Rebels    | Pública         | 1998         |
|      | Universidad Estatal de Utah                       | Logan, Utah                | Aggies    | Pública         | 2013         |
|      | Universidad de Wyoming                            | Laramie, Wyoming           | Cowboys   | Pública         | 1998         |

1. ↑  Grand Canyon no tiene equipo de fútbol americano.

### Miembros de Salida
| Institución                               | Localización           | Equipo   | Tipo    | Año de salida | Conferencia de traslado |
| ----------------------------------------- | ---------------------- | -------- | ------- | ------------- | ----------------------- |
| Universidad Estatal de Boise              | Boise, Idaho           | Broncos  | Pública | 2026          | Pac-12 Conference       |
| Universidad Estatal de Colorado           | Fort Collins, Colorado | Rams     | Pública | 2026          | Pac-12 Conference       |
| Universidad Estatal de California, Fresno | Fresno, California     | Bulldogs | Pública | 2026          | Pac-12 Conference       |
| Universidad Estatal de San Diego          | San Diego, California  | Aztecs   | Pública | 2026          | Pac-12 Conference       |
| Universidad Estatal de Utah               | Logan, Utah            | Aggies   | Pública | 2026          | Pac-12 Conference       |

### Futuros Miembros
| Logo | Institución                        | Localización      | Equipo                            | Tipo    | Año de unión | Conferencia actual  |
| ---- | ---------------------------------- | ----------------- | --------------------------------- | ------- | ------------ | ------------------- |
|      | Universidad de Hawái en Mānoa      | Honolulu, Hawái   | Rainbow Warriors y Rainbow Wahine | Pública | 2026         | Big West Conference |
|      | Universidad de California en Davis | Davis, California | Aggies                            | Pública | 2026         | Big West Conference |
|      | Universidad de Texas en El Paso    | El Paso, Texas    | Miners                            | Pública | 2026         | Conference USA      |

1. ↑  Hawaii ha sido miembro de la Mountain West en el fútbol americano desde 2012.
2. ↑  UC Davis continuará jugando fútbol americano en la Football Championship Subdivision como miembro asociado de la Big Sky Conference.

### Miembros Asociados
| Institución                       | Localización               | Equipo           | Tipo    | Deporte                     | Conferencia Primaria                               | Año de Unión |
| --------------------------------- | -------------------------- | ---------------- | ------- | --------------------------- | -------------------------------------------------- | ------------ |
| Colorado College                  | Colorado Springs, Colorado | Tigers           | Privada | Fútbol femenino             | Southern Collegiate Athletic Conference (Div. III) | 2014         |
| Universidad de Hawái en Mānoa     | Honolulu, Hawái            | Rainbow Warriors | Pública | Fútbol americano            | Big West Conference                                | 2012         |
| Universidad Estatal de Washington | Pullman, Washington        | Cougars          | Pública | Béisbol y natación femenina | Pac-12 Conference                                  | 2024         |

### Futuros Miembros Asociados
| Institución                       | Localización     | Equipo  | Tipo    | Deporte          | Conferencia Primaria                             | Año de Unión |
| --------------------------------- | ---------------- | ------- | ------- | ---------------- | ------------------------------------------------ | ------------ |
| Universidad del Norte de Illinois | DeKalb, Illinois | Huskies | Pública | Fútbol americano | Mid-American Conference (Horizon League en 2026) | 2026         |

### Antiguos miembros
| Institución                    | Localización         | Equipo       | Tipo    | Año de unión | Año de salida | Conferencia actual |
| ------------------------------ | -------------------- | ------------ | ------- | ------------ | ------------- | ------------------ |
| Universidad Brigham Young      | Provo, Utah          | Cougars      | Privada | 1999         | 2001          | Big 12 Conference  |
| Universidad Cristiana de Texas | Fort Worth, Texas    | Horned Frogs | Privada | 2005         | 2012          | Big 12 Conference  |
| Universidad de Utah            | Salt Lake City, Utah | Utes         | Pública | 1999         | 2001          | Big 12 Conference  |

## Deportes
| - Atletismo al aire libre (m. y f.) - Atletismo cubierta (m. y f.) - Baloncesto (m. y f.) - Béisbol (m.) - Campo a través (m. y f.) - Fútbol (f.) - Fútbol americano (m.) |  | - Gimnasia (f.) - Golf (m. y f.) - Natación y saltos (f.) - Sóftbol (f.) - Tenis (m. y f.) - Voleibol (f.) |

## Palmarés de conferencia
| Fútbol americano - 1999 : BYU/Colorado State/Utah - 2000 : Colorado State - 2001 : BYU - 2002 : Colorado State - 2003 : Utah - 2004 : Utah - 2005 : TCU - 2006 : BYU - 2007 : BYU - 2008 : BYU - 2009 : Utah - 2010 : TCU - 2011 : TCU - 2012 : Boise State/Fresno State/San Diego State - 2013 : Fresno State - 2014 : Boise State Fútbol femenino - 1999 : San Diego State - 2000 : BYU - 2001 : BYU - 2002 : BYU - 2003 : Utah - 2004 : UNLV - 2005 : Utah - 2006 : Utah - 2007 : Utah - 2008 : BYU - 2009 : BYU - 2010 : San Diego State - 2011 : New Mexico - 2012 : San Diego State - 2013 : San Diego State - 2014 : San Diego State |  | Baloncesto masculino - 1999-00 : UNLV - 2000-01 : BYU - 2001-02 : San Diego State - 2002-03 : Colorado State - 2003-04 : Utah - 2004-05 : New Mexico - 2005-06 : San Diego State - 2006-07 : UNLV - 2007-08 : UNLV - 2008-09 : Utah - 2009-10 : San Diego State - 2010-11 : San Diego State - 2011-12 : New Mexico - 2012-13 : New Mexico - 2013-14 : New Mexico - 2014-15 : Wyoming Baloncesto femenino - 1999-00 : Utah - 2000-01 : Utah - 2001-02 : Colorado State - 2002-03 : Utah - 2003-04 : New Mexico/Utah - 2004-05 : New Mexico/Utah - 2005-06 : BYU - 2006-07 : New Mexico - 2007-08 : New Mexico - 2008-09 : Utah - 2009-10 : San Diego State - 2010-11 : Utah - 2011-12 : San Diego State - 2012-13 : Fresno State - 2013-14 : Fresno State - 2014-15 : Boise State |  | Béisbol - 2000 : New Mexico - 2001 : BYU - 2002 : San Diego State - 2003 : UNLV - 2004 : San Diego State - 2005 : UNLV - 2006 : TCU - 2007 : TCU - 2008 : TCU - 2009 : Utah - 2010 : TCU - 2011 : New Mexico - 2012 : New Mexico - 2013 : San Diego State - 2014 : San Diego State - 2015 : San Diego State Softbol - 2000 : Utah - 2001 : BYU - 2002 : San Diego State - 2003 : San Diego State - 2004 : Colorado State - 2005 : BYU - 2006 : San Diego State - 2007 : BYU - 2008 : San Diego State - 2009 : BYU - 2010 : BYU - 2011 : BYU - 2012 : San Diego State - 2013 : San Diego State - 2014 : San Diego State - 2015 : Fresno State |